# Carl Auer von Welsbach
Carl Auer Freiherr von Welsbach (Vienna, 1º settembre 1858 – Mölbling, 4 agosto 1929) è stato un inventore e chimico austriaco.

## Biografia

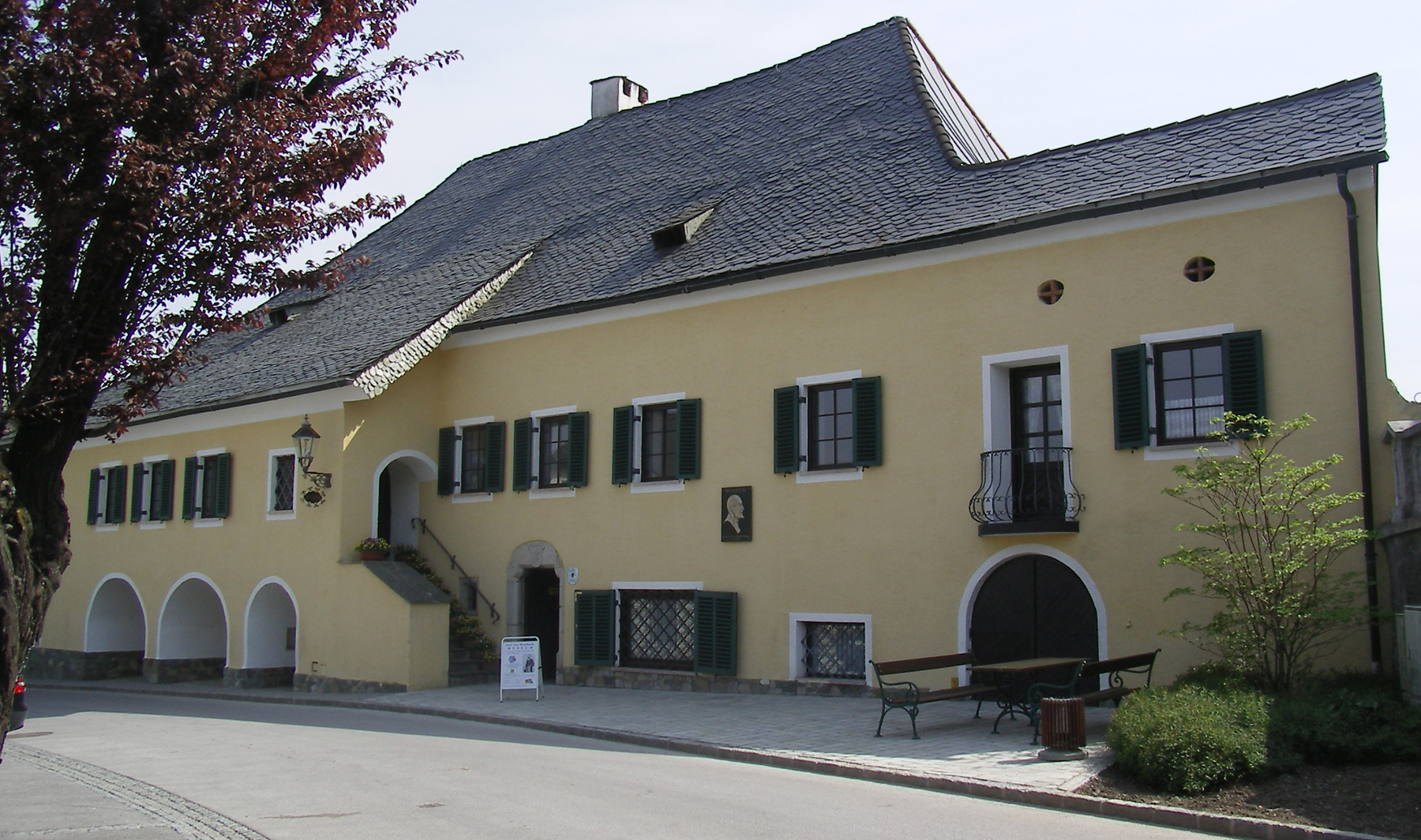
Museo ad Althofen

Con i suoi studi trovò applicazioni commerciali alle proprie idee. Viene ricordato per il proprio lavoro e ampliamento delle conoscenze sulle Terre rare, per lo sviluppo dei processi di mix di ossidi speciali per il rivestimento dei filamenti delle lampade a incandescenza. Nel 1887 inventò la lampada "a mantello" consistente in un combustore a gas dotato di una retina ad ossido di torio che diveniva incandescente emettendo luce.
Scoprì elementi come il Neodimio, Praseodimio, Itterbio e il Lutezio oltre alla luce „Auerlicht“ e alla pietra focaia „Auermetall“. Fondò la Treibacher Industrie AG e la Auer-Gesellschaft a Berlino e fu artefice della OSRAM. Nel 1883 acquistò il castello di Rastenfeld a Mölbling che da allora appartiene alla sua famiglia.

## Onorificenze
- Kaiser Franz Joseph I. lo nomina nel 1901 Freiherr.
- Nel 1920 riceve il Werner-von-Siemens-Ring
- Nel 1921 riceve la Wilhelm-Exner-Medaille

## Scritti (parziale)
- (DE)  Über die seltenen Erden. In: Monatshefte für Chemie. An international journal of chemistry. ISSN 1434-4475 (WC · ACNP), Band 5, 1884 (Januar), S. 508-522.
- (DE) Ueber das Gasglühlicht. Vortrag gehalten im Niederösterreichischen Gewerbevereine. Verlag des Niederösterreichischen Gewerbevereines, Wien 1886 (Aus: Wochenschrift des Niederösterreichischen Gewerbevereines 1886)
- (DE) Zur Geschichte der Erfindung des Gasglühlichtes. München 1901 (Aus: Schilling's Journal für Gasbeleuchtung und Wasserversorgung 1901)
- (DE) Die Zerlegung des Didyms in seine Elemente. In: Sitzungsberichte der Kaiserlichen Akademie der Wissenschaften in Wien, Mathematisch-Naturwissenschaftliche Klasse. Jg. 1903, Bd. 112, Abt. 2a, S. 1037-1055
- (DE) Bemerkungen über die Anwendung der Funkenspectren bei Homogenitätsprüfungen. In: Festschrift Adolf Lieben. Winter, Leipzig 1906
- (DE) Über die chemische Untersuchung der Actinium enthaltenden Rückstände der Radiumgewinnung. Alfred Hölder, Wien 1910 (Mitteilungen der Radium-Kommission der Kaiserl, Akademie der Wissenschaften Nr. 6, 1910)